# Saison 1981-1982 de la Jeunesse électronique de Tizi Ouzou
Maillots
Dernière mise à jour : 1 avril 2017.
Chronologie
Saison précédente Saison suivante
La saison 1981-1982 de la JE Tizi-Ouzou est la 14e saison du club consécutive en première division algérienne. L'équipe s'engage en Division 1, en Coupe d'Algérie, en Coupe d'Afrique des clubs champions et en Supercoupe d'Afrique.

## Matchs officiels

### Phase aller
| Dates                      | Journées    | Adversaires    | Lieux des rencontres                    | Scores | Buteurs JSK                               |
| -------------------------- | ----------- | -------------- | --------------------------------------- | ------ | ----------------------------------------- |
| 4 septembre 1981           | 1re journée | RS Kouba       | Stade du 1er-Novembre-1954 (Tizi Ouzou) | 1-0    | Aouis 15e                                 |
| 16 septembre 1981          | 2e journée  | Chlef SO       |                                         | 1-1    | Kamel Abdeslem ?                          |
| 9 octobre 1981             | 3e journée  | GCR Mascara    | Stade du 1er-Novembre-1954 (Tizi Ouzou) | 1-2    | Bahbouh ?                                 |
| octobre 1981               | 4e journée  | MP Oran        | Stade 19 juin 1965 (Oran)               | 0-1    | Bahbouh 88e                               |
| 1er novembre 1981          | 5e journée  | USK Alger      | Stade du 1er-Novembre-1954 (Tizi Ouzou) | 1-0    | Baris ?                                   |
| 29 septembre 1981          | 6e journée  | DNC Alger      | Stade du 1er-Novembre-1954 (Tizi Ouzou) | 1-0    | ??                                        |
| 5 octobre 1981             | 7e journée  | CM Belcourt    | Stade du 20-Août-1955 (Alger)           | 1-1    | Baris ?                                   |
| 16 octobre 1981            | 8e journée  | ISM Aïn Béïda  | Stade du 1er-Novembre-1954 (Tizi Ouzou) | 4-1    | Belahcène ?, Lakhdari ?, Bahbouh ?        |
| 23 octobre 1981            | 9e journée  | ESM Bel-Abbès  | Stade 24-Février-1956 (Sidi-Bel-Abbès)  | 1-1    | Lakhdari ?                                |
| 6 novembre 1981            | 10e journée | EP Sétif       | Stade du 1er-Novembre-1954 (Tizi Ouzou) | 2-0    | Belahcène ?, Aouis ?                      |
| 13 novembre 1981           | 11e journée | MP Alger       | Stade Omar-Hamadi (Alger)               | 1-2    | Belahcène 3e 27e                          |
| 20 novembre 1981           | 12e journée | ASC Oran       | Stade du 1er-Novembre-1954 (Tizi Ouzou) | 4-0    | Fergani ?, Larbès ?, Belahcène ?, Baris ? |
| décembre 1981 match retard | 13e journée | WKF Collo      | Stade Amar Bendjemâa (Collo)            | 0-0    | -                                         |
| 4 décembre 1981            | 14e journée | USM El Harrach | Stade du 1er-Novembre-1954 (Tizi Ouzou) | 2-1    | Bahbouh ?                                 |
| décembre 1981 match retard | 15e journée | MA Hussein Dey | Stade des Frères-Zioui (Hussein-Dey)    | 1-0    | -                                         |

### Phase retour
| Dates                    | Journées    | Adversaires    | Lieux des rencontres                    | Scores | Buteurs JSK                 |
| ------------------------ | ----------- | -------------- | --------------------------------------- | ------ | --------------------------- |
| 25 décembre 1981         | 16e journée | RS Kouba       | Stade Mohamed-Benhaddad (Kouba)         | 1-1    | Aouis ?                     |
| 1er janvier 1982         | 17e journée | Chlef SO       | Stade du 1er-Novembre-1954 (Tizi Ouzou) | 4-1    | Bahbouh ?, Belahcène ?      |
| 8 janvier 1982           | 18e journée | GCR Mascara    | Stade Aouad Meflah (Mascara)            | 1-3    | Baris ?                     |
| 22 janvier 1982          | 19e journée | MP Oran        | Stade du 1er-Novembre-1954 (Tizi Ouzou) | 2-0    | Bahbouh ?, Menad ?          |
| 5 février 1982           | 20e journée | USK Alger      | Stade Omar-Hamadi (Alger)               | 2-1    | Rafik Abdessalem ?, Baris ? |
| 12 février 1982          | 21e journée | DNC Alger      | Stade Omar-Hamadi (Alger)               | 1-1    | Meghrissi ?                 |
| 19 février 1982          | 22e journée | CM Belcourt    | Stade du 1er-Novembre-1954 (Tizi Ouzou) | 1-1    | Baris ?                     |
| 5 mars 1982              | 23e journée | ISM Aïn Béïda  | Stade du 24 avril (Aïn Béïda)           | 1-1    | Bahbouh ?                   |
| 12 mars 1982             | 24e journée | ESM Bel-Abbès  | Stade du 1er-Novembre-1954 (Tizi Ouzou) | 0-1    | -                           |
| 19 mars 1982             | 25e journée | EP Sétif       | Stade du 8-Mai-1945 (Sétif)             | 0-0    | -                           |
| 2 avril 1982             | 26e journée | MP Alger       | Stade du 1er-Novembre-1954 (Tizi Ouzou) | 1-1    | Aouis 70e                   |
| avril 1982(match retard) | 27e journée | ASC Oran       | Stade 19 juin 1965 (Oran)               | 0-0    | -                           |
| 16 avril 1982            | 28e journée | WKF Collo      | Stade du 1er-Novembre-1954 (Tizi Ouzou) | 1-0    | Belahcène ?                 |
| 7 mai 1982(match retard) | 29e journée | USM El Harrach | Stade du 1er-Novembre-1954 (El Harrach) | 2-1    | Menad ?, Baris ?            |
| 14 mai 1982              | 30e journée | MA Hussein Dey | Stade du 1er-Novembre-1954 (Tizi Ouzou) | 1-1    | Bahbouh 53e                 |

### Classement final
Le classement est établi sur le barème de points suivant : une victoire vaut 3 points, un match nul 2 points et une défaite 1 point.
| Rang | Équipe          | Pts | J  | G  | N  | P  | Bp | Bc | Diff |
| ---- | --------------- | --- | -- | -- | -- | -- | -- | -- | ---- |
| 1    | JE Tizi-Ouzou   | 70  | 30 | 14 | 12 | 4  | 40 | 22 | +18  |
| 2    | MA Hussein Dey  | 69  | 30 | 15 | 9  | 6  | 41 | 21 | +20  |
| 3    | EP Sétif        | 64  | 30 | 13 | 8  | 9  | 39 | 32 | +7   |
| 4    | USM El Harrach  | 62  | 30 | 12 | 8  | 10 | 39 | 20 | +19  |
| 5    | MP Oran         | 62  | 30 | 11 | 10 | 9  | 39 | 26 | +13  |
| 6    | WKF Collo       | 61  | 30 | 10 | 11 | 9  | 25 | 21 | +4   |
| 7    | CM Belcourt     | 60  | 30 | 12 | 6  | 12 | 35 | 33 | +2   |
| 8    | ISM Aïn Béïda P | 59  | 30 | 11 | 7  | 12 | 30 | 39 | -9   |
| 9    | MP Alger        | 58  | 30 | 9  | 10 | 11 | 37 | 36 | +1   |
| 10   | ASC Oran        | 58  | 30 | 7  | 14 | 9  | 28 | 27 | +1   |
| 11   | USK Alger P     | 58  | 30 | 8  | 12 | 10 | 25 | 32 | -7   |
| 12   | RS Kouba T      | 57  | 30 | 8  | 11 | 11 | 35 | 35 | 0    |
| 13   | GCR Mascara     | 57  | 30 | 10 | 7  | 13 | 40 | 44 | -4   |
| 14   | ESM Bel-Abbès   | 57  | 30 | 7  | 13 | 10 | 28 | 34 | -6   |
| 15   | DNC Alger C     | 57  | 30 | 6  | 15 | 9  | 30 | 24 | +6   |
| 16   | Chlef SO P      | 50  | 30 | 4  | 12 | 14 | 24 | 54 | -30  |

Résultat
- Qualifié pour la Coupe des clubs champions 1983

C : Qualifié pour la Coupe des coupes 1983
Relégation
- Relégation en Division 2

Abréviations
T : Tenant du titre

C : Vainqueur de la Coupe d'Algérie 1981-1982

P : Promus de Division 2

## Coupe d'Algérie
| Dates           | Tour          | Adversaires | Lieux des rencontres                       | Scores | Buts JSK | Spectateurs | Arbitres |
| --------------- | ------------- | ----------- | ------------------------------------------ | ------ | -------- | ----------- | -------- |
| 29 janvier 1982 | 16e de finale | NB Es Senia | Stade du 24 février 1956, (Sidi Bel Abbès) | 2-0    | ??       |             |          |
| 26 février 1982 | 8e de finale  | GCR Mascara | Stade 19 juin 1965 - Oran                  | 0-1    | -        |             |          |

## Supercoupe d'Afrique
En janvier 1982, de par son statut de championne d'Afrique 1981, la JE Tizi Ouzou reçoit une invitation à participer au Tournoi de la Fraternité 1982 en Côte d'Ivoire. La JET gagne le trophée de la toute première Supercoupe d'Afrique en disposant en finale de l'Union Douala, club camerounais vainqueur de la Coupe d'Afrique des vainqueurs de coupe 1981.

## Coupe d'Afrique des clubs champions
Un an après son premier sacre dans cette compétition, l'équipe du Djurdjura, en tant que championne d'Afrique en titre, et forte de son fabuleux doublée Championnat d'Algérie-Coupe d'Afrique; s'apprête à disputer pour la troisième fois la compétition.
C'est sa deuxième année consécutive et elle est opposée au champion du Soudan, le club Al Hilal au deuxième tour de la compétition, l'équivalent d'un seizième de finale de la compétition. Elle fut exempt du premier tour de cette édition, l'équivalent d'un trente-deuxième de finale.
| Dates         | Tour                | Adversaires | Lieux des rencontres                    | Scores       | Buts JSK          | Buts Adversaire | Spectateurs | Arbitres       | Réf.  |
| ------------- | ------------------- | ----------- | --------------------------------------- | ------------ | ----------------- | --------------- | ----------- | -------------- | ----- |
| 8 avril 1982  | Premier tour aller  | Al Hilal    | Al Hilal Stadium, Omdurman, Soudan      | 1-0          | /                 | Nacer 4e        | 40,000      |                | [ 3 ] |
| 25 avril 1982 | Premier tour retour | Al Hilal    | Stade du 1er-Novembre-1954 (Tizi Ouzou) | 1-0 2 - 4tab | Larbes 90e (pen.) | /               | 35,000      | sene (senegal) | [ 4 ] |

Son aventure dans cette édition sera de courte durée, car dès le premier tour de la compétition, la JSK sera contrainte de la quitter sans avoir eu le temps de montrer son talent, pour la première fois de son histoire. En effet, après un score de parité à l'aller comme au retour par un but à zéro, donnant une égalité parfaite au cumulé des deux matchs d'un but partout; les canaries s'inclineront aux tirs au but, par quatre buts à deux 
Néanmoins les canaries se consoleront, en remportant pour la cinquième fois de leur histoire le Championnat d'Algérie, la même année.

## Buteurs
| Joueurs          | Championnat | Coupe d'Algérie | Coupe d'Afrique des clubs champions | Total |
| ---------------- | ----------- | --------------- | ----------------------------------- | ----- |
| Lyes Bahbouh     | 11          | 0               | 0                                   | 11    |
| Ali Belahcène    | 8           | 0               | 0                                   | 8     |
| Rachid Baris     | 8           | 0               | 0                                   | 8     |
| Kamel Aouis      | 5           | 0               | 0                                   | 5     |
| Djamel Menad     | 2           | 0               | 0                                   | 2     |
| Rachid Lakhdari  | 2           | 0               | 0                                   | 2     |
| Salah Larbès     | 1           | 0               | 1                                   | 2     |
| Rezki Maghrici   | 1           | 0               | 0                                   | 1     |
| Ali Fergani      | 1           | 0               | 0                                   | 1     |
| Kamel Abdesselam | 1           | 0               | 0                                   | 1     |
| Rafik Absesselam | 1           | 0               | 0                                   | 1     |
| Total            | 40          | 0               | 1                                   | 41    |